# Hässelbyverket

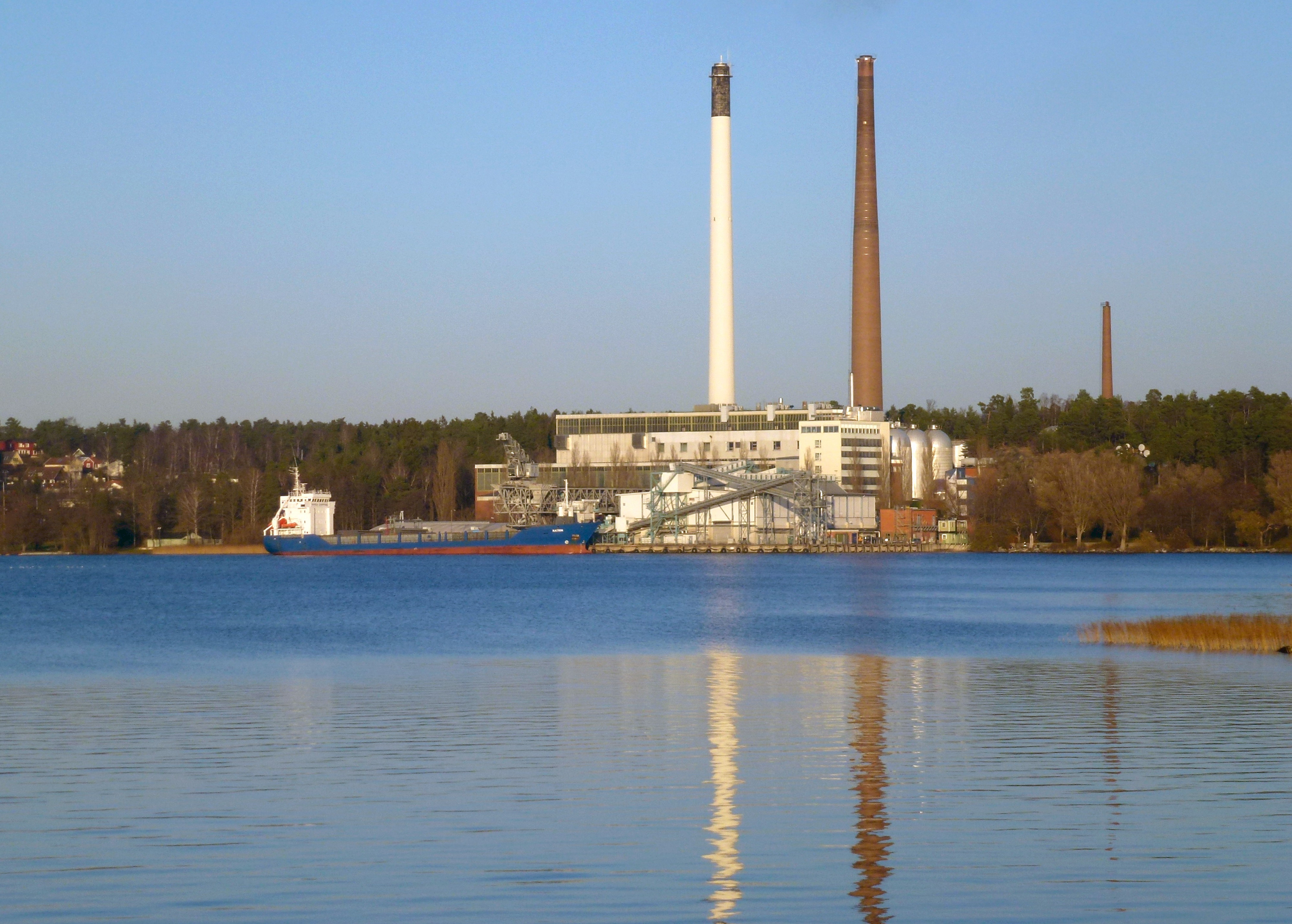
Hässelbyverket, vy från Lambarudd.

Hässelbyverket är ett kraftvärmeverk som ligger i Hässelby strand i Västerort inom Stockholms kommun. Verket utgör en basproduktionsanläggning i Stockholms fjärrvärmenät. Verket togs i drift 1959 och har byggts ut i flera etapper. Verket producerar elektricitet och fjärrvärme. Idag (2024) är det Stockholm exergi som driver kraftverket.  Verkets byggnader är grönklassade av Stadsmuseet i Stockholm, vilket innebär att bebyggelsen anses vara ”särskilt värdefull från historisk, kulturhistorisk, miljömässig eller konstnärlig synpunkt”.

## Historik

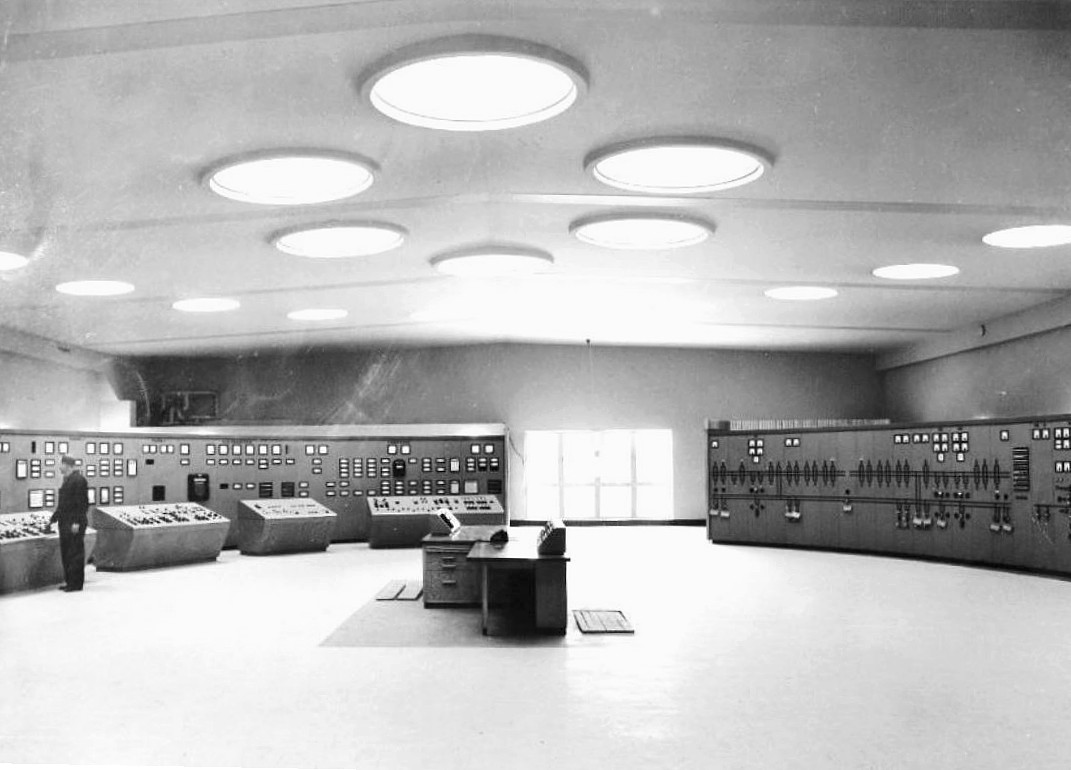
Kontrollrummet på 1960-talet.

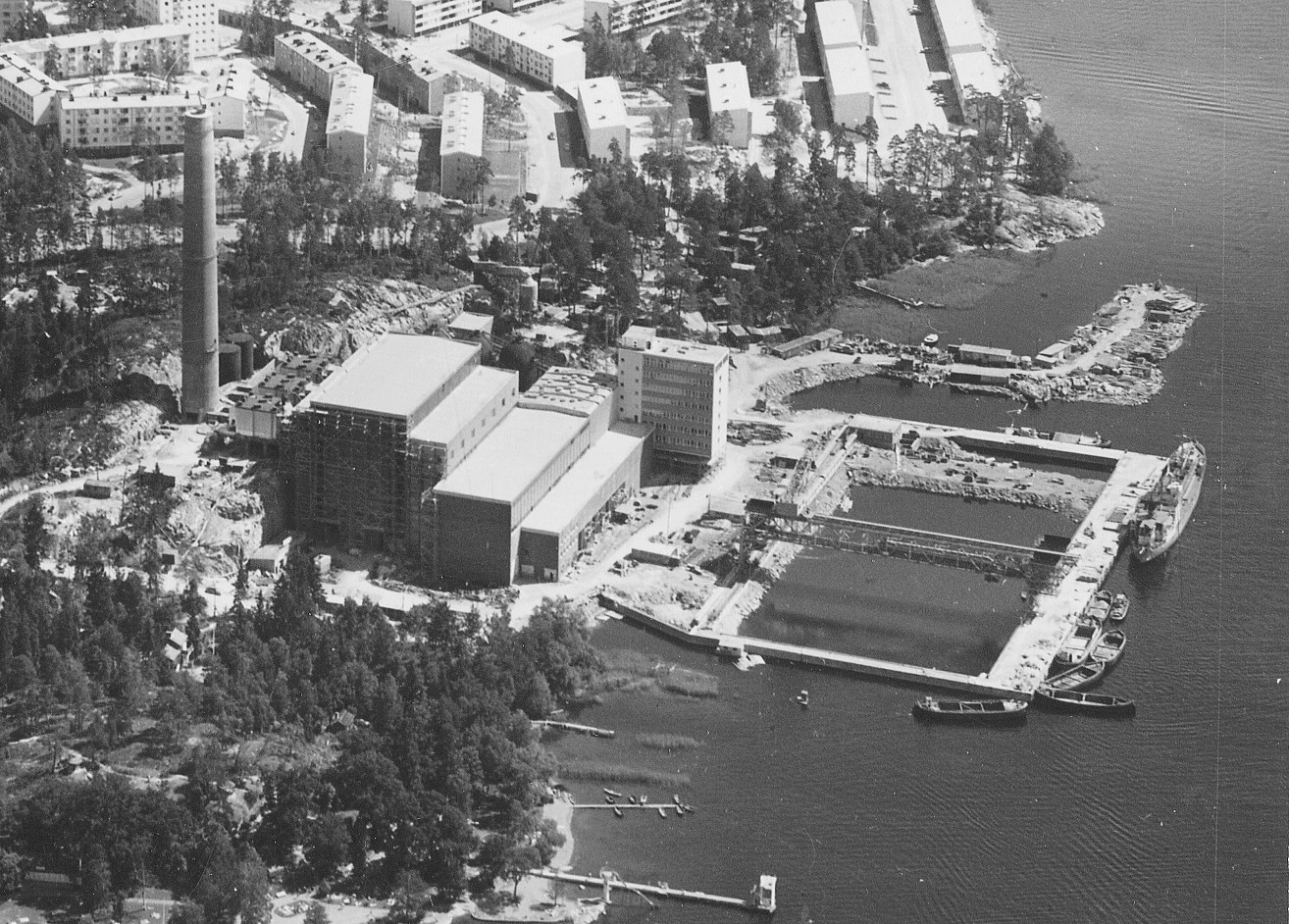
Hässelbyverket under uppförande 1958.

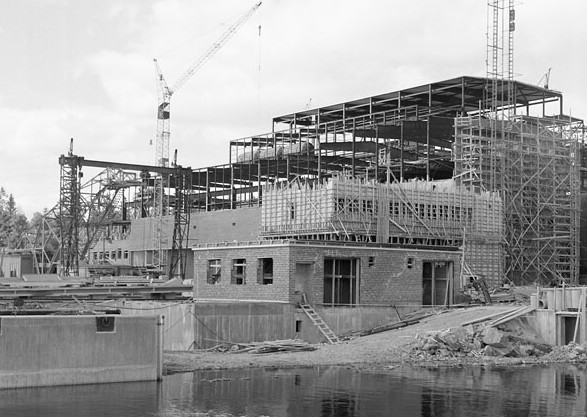
Hässelbyverket under uppförande 1957.

I takt med att stockholmsförorterna växte med Bromma, Vällingby och Hässelby på 1950-talet och därmed behovet av värme och elektricitet ökade, beslutade Stockholms stadsfullmäktige att låta bygga ett ångkraftverk och ett fjärrvärmenät. Placeringen för verket blev Hässelby strand intill Mälaren. Platsen valdes med tanke på sjötransport av bränsle och det område som anläggningen skulle försörja. För projektet anslogs en summa av 77 miljoner kronor (i 1952 års penningvärde), varav 60 mkr gick till anläggningen och 17 mkr till fjärrvärmenätet.
Anläggningen ritades av arkitekt Sture Frölén, han stod även som ansvarig arkitekt för utbyggnaden 1963-1968. Byggnadsarbetena började 1956 och montaget av utrustningen avslutades 1958. Den kontinuerliga driften startade i oktober 1959 och invigningen förrättades den 28 juni 1960. Verket utökades och ombyggdes 1968 och 1982. Ågestaverket i Huddinge började uppföras endast något år efter Hässelby värmeverk och ritades även det av Sture Frölén. De båda verken kännetecknas av snarlik formspråk och materialverkan.
Från början eldades ångpannorna med stenkol som lades upp på två stora kassuner vid Mälarens strand som bildar den yttre kajen. Kassunerna hade bogserats ända från Normandie i Frankrike, där de under andra världskriget hade använts av de allierade vid landstigningen 1944. På senare delen av 1970-talet övergick man till oljedrift och  på 1980-talet konverterades anläggningen till att drivas med  pellets och olja. Träbränslet lagras vid hamnen och oljelagret är insprängd i berget. 
De båda höga skorstenarna har blivit ett välkänt inslag i Hässelbys stadsbild. Skorstenarna är båda 135 meter höga och rökgaserna släpps ut på en höjd av 145 meter öh. Den äldre skorstenen är byggd i tegel, den var först endast 80 meter hög. 1966 uppfördes ytterligare en skorsten i betong och samtidigt förlängdes den äldre skorstenen.
Hässelbyverket blev Stockholms första stora anläggning för permanent fjärrvärmeproduktion, som försörjer idag Hässelby-Vällingbyområdet, Beckomberga, södra Järvafältet och mellanliggande stadsdelar samt Sollentuna kommun. Periodvis har även verkets elproduktion varit betydande.

## Produktionsanläggningen

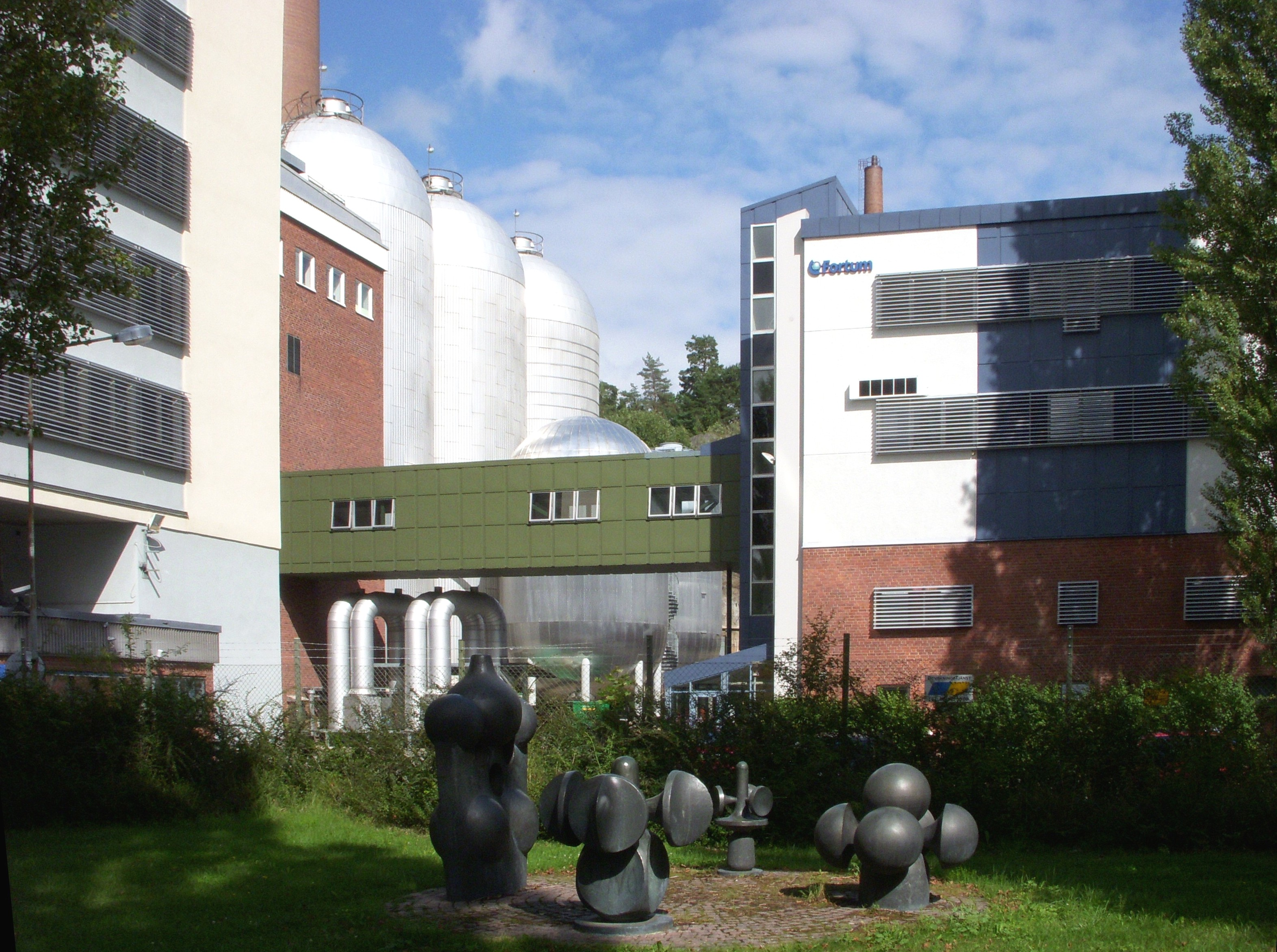
Hässelbyverket, 2010.

Den tekniska produktionsanläggningen består år 2010 av:
- Ett träpulver- och oljeeldat kraftvärmeverk på 210 MW värme och 75 MW el,
- Ett oljeeldat kondensaggregat på 160 MW el,
- Tre el-ångpannor på totalt 57 MW värme och
- Tre hetvattenackumulatorer.